# إدريس بنهيمة
إدريس بنهيمة (بالفرنسية: Driss Benhima)‏ (مواليد 28 مايو 1954) رئيس مجلس إدارة الخطوط الجوية الملكية المغربية ورئيسها التنفيذي ما بين 2006 و 2016.

## نشأته
والده هو محمد بنهيمة الذي شغل منصب وزير أول في حكومة المغرب ما بين 1967 و 1969. درس العلوم الرياضية بسانت جونفييف بفيرساي الفرنسية وحصل إدريس على دبلوم الهندسة من مدرسة البوليتكنيك، وشهادة من المدرسة الوطنية العليا للمناجم في باريس، والتحق بالمكتب الشريف للفوسفاط سنة 1978 كمهندس استغلال في منجم سيدي الضاوي ثم مديراً للاستغلال بمركز خريبكة، وانتقل سنة 1990 للقطاع الخاص مغادراً المكتب الشريف للفوسفاط، حيث شغل منصب متصرف منتدب للشركة المغربية للأوكسجين التابعة لمجموعة إير ليكيد، وعاد بعدها إلى القطاع العام سنة 1994 كمدير عام للمكتب الوطني للكهرباء، وواجهته التحديات المتعلقة بالكهربة القروية وضمان الاكتفاء الذاتي في مجال الطاقة الكهربائية.

### مناصب حكومية
شغل عضواً ضمن مجموعة التفكير التي أنشأها الحسن الثاني في أبريل 1996، واحتفظ بمنصبه إلى أن عينه الملك سنة 1997 وزيراً للنقل والملاحة التجارية والسياحة والطاقة والمعادن وهو المنصب الذي ظل يشغله إلى غاية مارس 1998.
وفي يوليو 2001 عُيّن والياً على جهة الدار البيضاء الكبرى، لم يدم في المنصب إلا أقل من عامين فقط، إذ أزيح من منصبه في 26 مارس 2003، وتم تعيينه مديراً عاماً لوكالة الإنعاش والتنمية الاقتصادية والاجتماعية لعمالات وأقاليم الشمال. ترأس الخطوط الملكية المغربية منذ 15 فبراير 2006 إلى غاية 6 فبراير 2016.

### ترأس لجنة تنظيم كأس العالم
جعله الحسن الثاني على رأس لجنة ترشح المغرب لاحتضان نهائيات كأس العالم لكرة القدم 2006، وبعد فشل ملف المغرب، تم تعيينه مرة أخرى، وهذه المرة من قبل الملك محمد السادس كرئيس للجنة ترشيح المغرب لاحتضان نهائيات كأس العالم 2010، وهو الملف الذي لم يكتب له النجاح وفشل أيضاً.

## أوسمة
وشحه الملك محمد السادس بوسام العرش من درجة قائد.